# Мазій Світлана Іванівна
Світлана Іванівна Мазій (нар. 30 січня 1968, Київ) — українська академічна веслувальниця, призер Олімпійських ігор в Сеулі та Олімпійських ігор в Атланті, учасниця Олімпійських ігор в Сіднеї та Афінах, призер чемпіонатів світу.
Закінчила Київський державний інститут фізичної культури (1996).
Тренер: Позюра А.В.
Чоловік — Костянтин Проненко, академічний веслувальник, учасник Олімпійських ігор в Сіднеї.

## Життєпис
Світлана Мазій розпочала займатися веслуванням лише в 14 років, але 
```
«... у неї якось вийшло навчитися швидко веслувати за короткий час.»
[
1
]
```

Тренувалася в спортивному товаристві «Спартак» у Києві.
1985 року на чемпіонаті світу серед юніорів виборола бронзову медаль в складі четвірки парної. Через рік на дорослому чемпіонаті світу в змаганнях четвірок була шостою, а 1987 року — третьою.
На Олімпійських іграх 1988 вона стала срібною медалісткою в складі четвірки збірної СРСР (Ірина Калімбет, Світлана Мазій, Інна Фролова, Антоніна Думчева).
Двічі на чемпіонатах світу 1989 і 1990 років Мазій отримала срібну нагороду в змаганнях четвірок парних.
Після розпаду СРСР Світлана Мазій виступала під прапором України. 1993 року на чемпіонаті світу в змаганнях двійок парних і четвірок парних залишалася без нагород, а 1994 року здобула бронзову медаль в четвірках парних.
На чемпіонаті світу 1995 року була лише десятою в четвірках парних, а на Олімпіаді 1996 в Атланті разом із Інною Фроловою, Оленою Ронжиною та Діною Міфтахутдиновою знов завоювала срібну олімпійську медаль.
Протягом 1997 — 2000 років в складі парної четвірки Мазій була переможцем і неодноразовим призером етапів Кубку світу, на чемпіонаті світу 1997 року була третьою, на чемпіонаті світу 1998 — сьомою, а на чемпіонаті світу 1999 року — другою.
На сіднейській Олімпіаді зайняла 4 місце в складі четвірки (Світлана Мазій, Олена Ронжина, Діна Міфтахутдинова та Тетяна Устюжаніна).
Після народження дитини повернулася до тренувань і разом з Наталією Губою склала двійку парну, яка протягом 2003 — 2004 років жодного разу не проходила в головний фінал міжнародних змагань, але на олімпіаді в Афінах зайняла 6 місце.

### Виступи на Олімпіадах
| Олімпіада    | Дисципліна     | Місце |
| ------------ | -------------- | ----- |
| Сеул 1988    | четвірки парні | 2     |
| Атланта 1996 | четвірки парні | 2     |
| Сідней 2000  | четвірки парні | 4     |
| Афіни 2004   | двійки парні   | 6     |

Після завершення виступів стала спортивним функціонером. Була членом НОК України, працювала в Федерації академічного веслування міста Києва і СК «Конкорд».

## Державні нагороди
- Почесна відзнака Президента України (7 серпня 1996 року) — за видатні спортивні досягнення на XXVI  літніх Олімпійських іграх в Атланті.[2]